# Я — берлінець

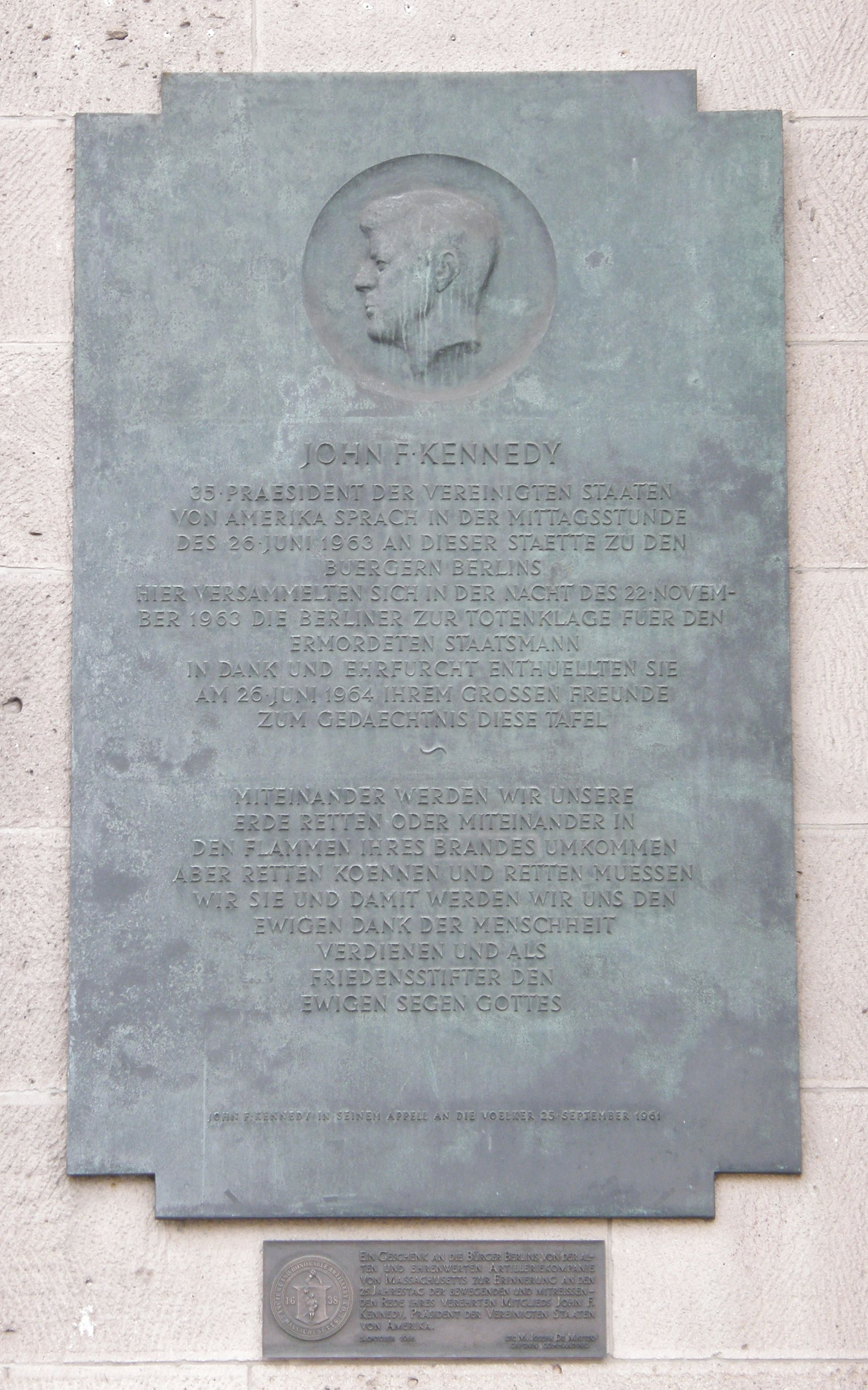
Пам'ятна дошка присвячена промові Кеннеді на ратуші Шьонеберга

«Я — берлінець» (нім. Ich bin ein Berliner) — фраза, вимовлена американським президентом Джоном Кеннеді 26 червня 1963 р. під час урочистої промови біля Берлінського муру, яка стала пізніше історичною, у тодішньому Західному Берліні. Промова була виголошена під час урочистих святкувань 15-х роковин рятівного для населення Берліна повітряного мосту з ФРН та зламу сталінської продуктової блокади Західного Берліна в липні 1948-го — травні 1949 року.
Джон Кеннеді висловив свою підтримку берлінцям і населенню ФРН після того, як НДР звела Берлінську стіну. Фразу особливо часто цитують у німецьких ЗМІ, коли мова йде про «Холодну війну», протистояння та опір СРСР та період об'єднання Німеччини.